# 罗伯特·H·沃特斯顿
罗伯特·H·沃特斯顿（英語：Robert Hugh Waterston，1943年9月17日—）是一位美国遗传学家，现为华盛顿大学教授，知名于与约翰·苏尔斯顿共同发起了人类基因组计划。